# Гагарино (Северо-Казахстанская область)
Гагарино (каз. Гагарино) — упразднённое село в Аккайынском районе Северо-Казахстанской области Казахстана. Входило в состав Киялинского сельского округа. Упразднено в 2000-е годы.

## История
Указом ПВС Казахской ССР от 16.08.1971 года посёлку отделения №2 совхоза «Киялинский» присвоено наименование село Гагарино.

## Население
В 1989 году население села составляло 226 человек. Национальный состав: русские — 31 %, казахи — 32 %.
По данным переписи 1999 года, в селе проживало 65 человек (32 мужчины и 33 женщины).